# Fuentecantos
Fuentecantos è un comune spagnolo di 54 abitanti situato nella comunità autonoma di Castiglia e León.